# Jaborosa lanigera
Jaborosa lanigera là loài thực vật có hoa trong họ Cà. Loài này được (Phil.) Hunz. & Barboza mô tả khoa học đầu tiên năm 1987.